# Kōshi Rikudō
Kōshi Rikudō (jap. 六道 神士, Rikudō Kōshi; * 16. November 1970 in Dazaifu), auch Rikdo Koshi, ist ein japanischer Manga-Zeichner. Sein bekanntestes Werk ist Excel Saga.

## Biografie
Er studierte an der Kyūshū-Sangyō-Universität und lebt in Dazaifu in der Präfektur Fukuoka. Bereits in der Schule hat Rikudō begonnen, Dōjinshis, Amateurcomics, zu zeichnen. Später war er Mitglied des Dōjinshi-Zirkels Genkotsu-dan (げんこつ団) unter dem Namen Genkotsu Nr. 2 (げんこつ2号, Genkotsu ni-gō). Die meisten seiner Amateur-Werke sind erotischer Art.
Die häufige, ungewöhnliche Transkription seines Namens, Rikdo Koshi, wurde von der amerikanischen Firma ADV Films das erste Mal verwendet, als sein Anime Excel Saga in den USA herausgebracht wurde.

## Werke
(Stand: September 2012)
- Shiritsu Sentai Daitenjin (市立戦隊ダイテンジン; 1994–1995, 1 Band)
- Excel Saga (エクセル・サーガ; 1996–2011, 27 Bände)
- Holy Brownie (1996–2010, 6 Bände)
- Arahabaki (アラハバキ; 2000–2002, 2 Bände)
- Mebius Gear (メビウスギア, Mebiusu Gia; 2007–2009, 4 Bände)
- Accomplice (アカンプリス; 1 Band)
- Deathless (デスレス, Desuresu; seit 2010, bisher 3 Bände, erscheint bei Planet Manga)
- Echo/Zeon (ECHO/ZEON -エコー/ゼオン-; 2010–2012)
- Ageha (AGEHA; seit 2012)